# Пилграм II фон Ауершперг
Пилграм II фон Ауершперг (на немски: Pilgram II von Auersperg; на словенски: Turjaški; * ок. 1095; † 1160) е австрийски благородник от фамилията Ауершперг.

## Биография
Той е син на Куонрат (Конрад) II фон Ауершперг (* ок. 1068/1070; † 1107) и съпругата му Катарина фон Зонек (* 1083). Внук е на Куонрат (Конрад) I фон Ауершперг (* ок. 1015; † 1081) и Барбара фон Финкенберг, дъщеря на Дитрих фон Финкенберг. Правнук е на Адолф I фон Уршперг (* ок. 990; † 1060), който служи при Попо († 1042), патриарх на Аквилея (1019 – 1042), жени се за негова дъщеря и получава висши служби.
Пилграм II фон Ауершперг също и синът му Пилграм III участват в конфликтите между Леополд III фон Бабенберг ('Светията') и немския император Хайнрих V.
Правнуците му са издигнати през 1550 г. на фрайхерен, през 1630 г. на графове, а Йохан Вайкхард фон Ауершперг (1615 – 1677) е от 1653 г. първият княз фон Ауершперг.

## Деца
Пилграм II фон Ауершперг се жени за неизвестна по име жена и има три деца:
- Пилграм III фон Ауершперг (* 1120; † 1181), женен 1146 г. за София фон Херцогбург; баща на:
  - Енгелберт I фон Ауершперг
  - Адолф IV фон Ауершперг (* ок. 1150; † 1204), женен за Клара фон Фалкенберг; баща на:
    - Ото I фон Ауершперг († 13 декември 1215), женен за Елизабет фон Зонек; баща на:
      - Енгелберт II фон Ауершперг
      - Йохан II фон Ауершперг (* ок. 1205; † 1246), рицар, женен за Клара фон Тушентал; неговите потомци стават фрайхерен
- Куонрат
- Агнес фон Ауершперг, омъжена 1140 г. за граф Хайнрих фон Ортенбург